# Muntzenheim
 Muntzenheim  (en alsacià Munze) és un municipi francès, situat a la regió del Gran Est, al departament de l'Alt Rin. L'any 2006 tenia 1.013 habitants.

## Demografia
| 1962 | 1968 | 1975 | 1982 | 1990 | 1999 |
| ---- | ---- | ---- | ---- | ---- | ---- |
| 366  | 411  | 527  | 844  | 860  | 912  |

## Administració
| Període | Identitat      | Partit |
| ------- | -------------- | ------ |
| -2001   | Marcel Meyer   |        |
| 2001-   | Joseph De Pauw | UMP    |